# Marco De Risi
Marco De Risi (Roma, 28 settembre 1972) è un doppiatore e direttore del doppiaggio italiano.

## Biografia
Inizia la sua carriera di doppiatore nel 1997. Nel 1999 entra nella S.A.S. (Società Attori Sincronizzatori), una della più vecchie società di doppiaggio italiane. Vince nel 2011 il premio Romics nella categoria "Miglior cast Doppiaggio" per No Ordinary Family. Dal 2011 Marco De Risi lavora sia nel mercato del doppiaggio italiano che statunitense.

## Doppiaggio

### Cinema
- Dave England in Jackass: The Movie, Jackass Number Two, Jackass 3D
- Chris Tucker in Il lato positivo - Silver Linings Playbook
- Nate Parker in La frode
- Robert Lin in School of Rock
- Stephen Ramsey in Soldato Jane
- Greg Grunberg in Ladykillers
- Dan Joffre in Scary Movie
- Nicky Kantor in Porky College: un duro per amico
- Paul Dano in Looper
- Mark Duplass in Safety Not Guaranteed
- Kenan Thompson in The Magic of Belle Isle
- Bob Marley in Marley
- Dennis White in Small Apartments
- David Ramsey in Mother and Child
- Clé Bennett in Animal 2
- Danny McBride in Tra le nuvole
- Joseph Beattie in Fast Track
- Rick Kavanian in Dreamship Surprise
- Joe Miller in Faultline
- Anthony Mackie in We Are Marshall
- Romany Malco in Blades of Glory - Due pattini per la gloria
- Oliver Hudson in Black Christmas - Un Natale rosso sangue
- Terry Chen in Snakes on a Plane
- Keith Dunphy in Il vento che accarezza l'erba
- Dominic Gould in L'Antidote
- Cy Carter in Starship Troopers 2 - Eroi della federazione
- Chuck Byrn in Terminal Invasion
- Glenn Howerton in Partnerperfetto.com
- Christopher Hehir in Hooligans
- Gus Lynch in Halloween - La resurrezione
- Ashley Hamilton in Off Key - Tre tenori
- Jonny Lee Miller in Ama, onora & obbedisci
- Alex DeBoe in Beach Movie
- Bruce McCulloch in Le ragazze della Casa Bianca
- Cuba Gooding Jr. in Bayou Caviar - Il prezzo da pagare
- Renne Korppila in Rendel - Il vigilante
- Lucas Ross in Agente Segreto Sam
- Jason Patric in Terrifier 3

### Serie televisive
- Greg Grunberg in Hawaii Five-0, Felicity, Alias, Lost
- Lamarcus Tinker in Glee, Friday Night Lights
- Paul Hilton in Silk
- Kevin Alejandro in True Blood
- Josh Stewart in No Ordinary Family
- David Ramsey in Dexter
- Larenz Tate in Rescue Me
- Giovanni Catucci in Doodlebops
- Mark Saul e Tim Griffin in Grey's Anatomy
- Rich McDonald in Generation Kill
- Johnny Kastl in Scrubs - Medici ai primi ferri
- Vincent Walsh in Instant Star
- Simon Woods in Elizabeth I
- Charles Officer in The Eleventh Hour
- Jalaal Hartley in Carrie & Barry
- Mark Charnock in Cadfael - I misteri dell'abbazia

### Soap opera
- Michael Graziadei e Cam Gigandet in Febbre d'amore

### Serie animate
- Gilthunder, vero Gowther in The Seven Deadly Sins - Nanatsu no taizai
- Commando Merluzzo in Hector Polpetta
- Algrow in Übel Blatt
- Rainer Wolfcastle e Duffman ne I Simpson
- Ma Dongwook in Solo Leveling

### Film d'animazione
- Herman Melville in Doug - Il film
- Mortimer in Topolino e la magia del Natale
- Fornaio in Cenerentola II - Quando i sogni diventano realtà
- Mongo in Shrek 2
- Fred in Cars - Motori ruggenti
- Gonta in Pom Poko
- Androide nº14 in Dragon Ball Z - I tre Super Saiyan (1°doppiaggio)
- Augie in Hell and Back
- Nag in Luis e gli alieni
- Agente URL in Futurama - Il gioco di Bender
- Gilthunder in The Seven Deadly Sins: Cursed by Light
- Masayuki Haitani in Love Hina Christmas Special